# WM–23

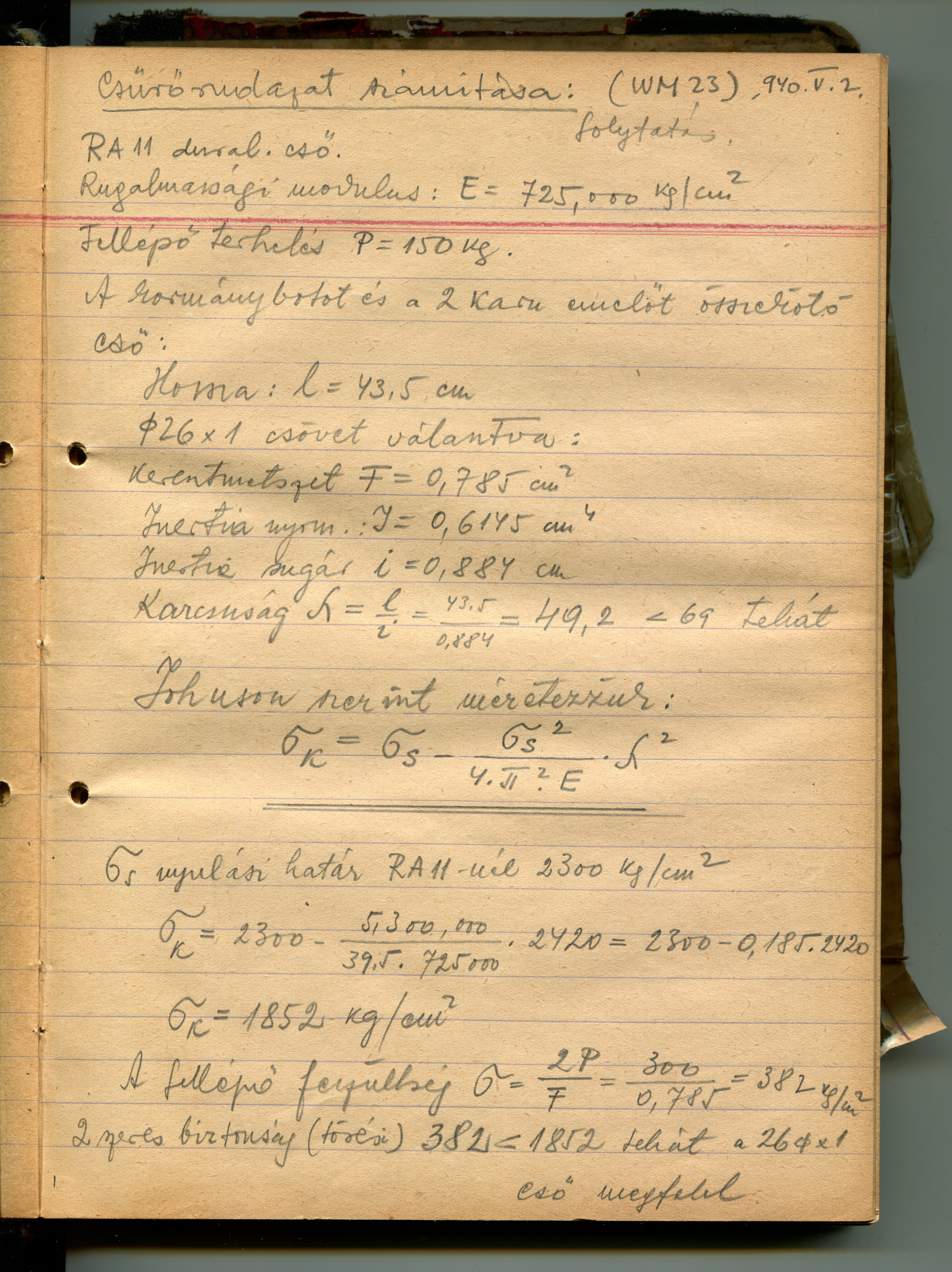
WM-23 csűrőrudazat számítása

A WM–23 Ezüst Nyíl a Weiss Manfréd-repülőgépgyár által gyártott magyar tervezésű alsószárnyas, zártkabinos, bevonható futóműves, együléses vadászrepülőgép. A gépet Samu Béla és tervezőcsoportja tervezte. A tervezés 1939 nyarán kezdődött. Motorjául az akkor a Weiss Manfréd gyárban a francia Gnome-Rhône 14Kfrs Mistral Major kétkoszorús csillagmotor licenc-változatát, a WM–K–14B-t szánták. Összesen egy prototípus épült, ez a gép 1942-ben egy tesztrepülésen bekövetkezett baleset során megsemmisült.

## Története
A trianoni békeszerződés értelmében az Antant megtiltotta, hogy Magyarország légierővel rendelkezzen, így lehetetlenítve el a hazai repülőgépgyártást. Az 1920-as évektől azonban olasz és német gyáraktól titkos beszerzésekbe kezdett, majd az 1930-as években már saját fejlesztéseket is elindított. Ezek jellemzően külföldi típusok fejlesztett és a magyar hadvezetés igényeinek megfelelően átalakított repülőgépek voltak. Így született meg többek között a WM–16 Budapest, a WM–21 Sólyom és a MÁVAG Héja, amik alapjában véve nem voltak rossz konstrukciók, de a kor harci repülőivel szembeállítva elavultak voltak.
A  Weiss Manfréd Repülőgép és Motorgyár 1937 után több levélben is jelezte a Honvédelmi Minisztériumnak, hogy szabad kapacitása van napi kettő WM K–14-es motor gyártására. Ekkortájt a HM tárgyalásokat folytatott a német RLM-el, ami eredményeként be is szereztek három darab régebbi kivitelű, Junkers Jumo motoros Heinkel He 112 alsószárnyas, együléses, bevonható futóműves, korszerű formájú vadászrepülőgépet. Ezen gépek kedvező tapasztalatai miatt és a gyár teljes kihasználhatóságának okán a HM vadászrepülő fejlesztést írt ki.
1939 nyarán a HM lerakta az új vadászrepülő tervezésének alapelveit, miszerint annak alsószárnyas, zárt kabinos, behúzható futójú, együléses, acélcsővázas, faépítésű szárnyal rendelkező, kisméretű, fürge és erőteljes vadásznak kell lennie. Erőforrásként pedig az 1030 lóerős WM–14/B típusú  léghűtéses, kettős csillagmotort jelölte meg. Korbuly László, a gyár igazgatója, legfontosabb alapelvként a tervezés és építés együttfutását írta elő, hogy a gép mielőbb repüljön.
Samu Béla irányításával Marton Vilmos, Milcsevics Tibor, Pap Márton, Pavláth Jenő, Somlai László készítették el a gép első elrendezési és szerkezeti tervének vázlatait, melynek nyomán 1939. október 1-re készen állt a törőkísérleti szárny alapterve. A 9,6 m fesztávolságú, (18,5 m2 felületű), elsőharmad-tengelyes, elliptikus alaprajzú szárny a tőben 2,5 m hosszú volt. NACA 2301 8 megvastagított szárnyszelvénnyel, amely a NACA 2301 2 főszelvénybe ment át a szárny végéig, ahol NACA 23009 formára karcsúsodott. Az így kialakított szárnyforma aerodinamikai számításait és várható nyomáseloszlását az akkor legkorszerűbb Multhopp-féle eljárással határozták meg az alaphelyzetre, és a kormánykitérések okozta járulékos hatásokra. Az ebből adódó igénybevételek alapján azután megtervezték a szárny szilárdságtani szerkezetét két, dobozos főtartórendszerrel, faépítésben, rétegeslemez borítással.
A motor NACA fémlemezből készült burkológyűrűt kapott. A motor hatékony hűtését a gyűrű utolsó szelvényének mozgatható lemezei biztosították, amiket a pilóta kézi vezérléssel nyitott ki és zárt be.
A szárnyszerkezet átmenő főtartókkal egy darabból készült, és alulról építették be az ovális törzsbe. Ezekből a szárny elölnézete nyitott "W" alakot mutatott, vagyis a szárnytövek a törzsre merőlegesen csatlakoztak. Ugyanekkor a futószárak a szárny legmélyebb pontjába csatlakozva rövidebbek és könnyebbek lehettek. A futómű hidraulikus bevonását Samu Béla a törzs alá befelé tervezte, Korbuly László igazgató azonban ragaszkodott a kifelé történő megoldáshoz, hogy a motor melege árt a guminak, és így a Heinkel He 112 megoldását vehetik alapul.

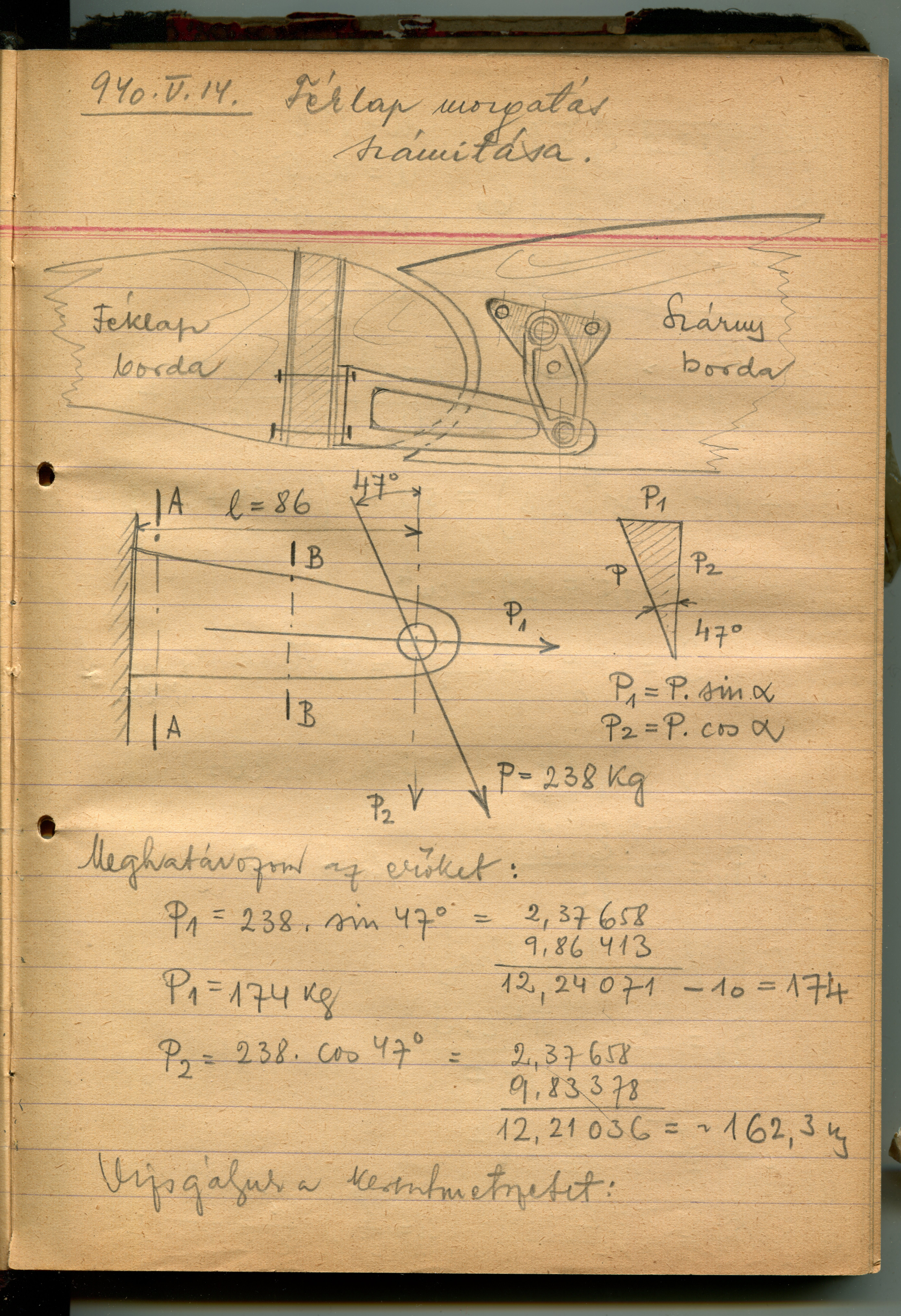
Féklap mozgatás számítása

1940 februárja és júniusa között már jelentős részletterv is elkészült, a csűrő és leszállólapok méretezése és mozgatási tervei (Somlai László), majd az acélcső törzsszerkezet, benne a pilótaülés-felfüggesztés és a kormánysíkok tervei. Ezek közül érdekes megoldást jelentett a himbaszerűen felerősített, Fowler rendszerű leszállólap megoldás. Ezzel elérték, hogy a leszállólapok kitérítésekor azok egyidejűleg hátratolódtak, és így a szárnyfelületet is jelentősen megnövelték

Az Országos Levéltár iratanyagában ebből az időből fellelhetők a gép első ajánlati levelei:
„A W. M. 1940. március 21 -én kelt levele a M. Kir. Honv. Légierők Parancsnokságának a WM–23 típusú repülőgép ajánlata tárgyában.
A gép a WM–14/B motorral mint 1030 LE-s együléses vadászrepülőgép, a WM–14 A motorral pedig mint 870 LE-s kétüléses gyorsfelderítő és romboló, valamint vadász átképző repülőgépként kerülhet majd felhasználásra.”
„1940. május 23-án a W. M. a M. Kir. Honv. Légierő Parancsnokságának tett WM–23 gyártási ajánlatában már kéri a Légierő Parancsnokság javaslatát a gép haditechnikai felszerelésére.
Motor: vagy 870 LE-s WM-14/A
vagy 1030 LE-s WM-14/B
lehet a rendeléstől függően.”
„1940. május 30-án a M. Kir. Honvéd Repülő Kísérleti Intézet a gép haditechnikai felszerelésére a következő javaslatot adta:
2 db 1 2,7 mm-es nehéz motorgéppuska a törzsben;
2 db 8 mm-es nagy tűzsebességű automata géppuska a szárnyban;
20 kg bomba;
1 db R–13 rádiókészülék, 24 V-os hálózatra, minél hosszabb antennával;
300 kg benzin (minimum)”
1940. június 12-én, megbeszélés volt a W. M.-ben a WM–23 tárgyában, amelynek jegyzete fennmaradt:
„Jelen voltak: Korbuly László, a repülőgépgyár igazgatója, Slachta György, a műszaki iroda vezetője, Samu Béla főkonstruktőr.
Szárny: A kísérleti törőpróba-darab után a repülőgépszárny építésére az asztalosok már megkapták az utasítást. A szükséges változtatások gyorsan elvégzendők:
1. Csűrőmozgatás csavarjait könnyítés miatt kifúrni;
2. Vasalások csavarjai könnyítendők;
3. Szárnyborda-kiváltások véglegesítése a futómű behúzó-szerkezet (dugattyúk) miatt;
4. A géppuska-beépítés szárnybetétjei;
5. Szárnyfőtartó betétek könnyítése;
6. A rajzokon feltüntetendő a szárnyak kiváltása és a segédkormány kialakítása;
7. A csűrő-mozgató kerék és rudazat anyaga a Junkers-szabvány szerint megváltoztatandó;
8. Csűrőlap csapágyvasalások egységesítése;
9. A leszállólap 236 km/h maximális nyitási sebességnél 430 kg terhelést kap. A törőpróbánál 860 kg-nál törött el, de a csűrőnél levő bekötés csak 560 kg-ot bírt el. Ezt meg kell erősíteni.
Törzs: Az acélcsőszerkezet épül, torzióra most ellenőrzik. A szárnycsatlakozást biztosító vasalások csavarjai felületi nyomásra nem felelnek meg, ellenőrizendők.
Vezérsíkok: A vízszintes vezérsík legnagyobb mélysége 1300 mm és főtartói a tőborda orrlécétől 275, illetve 635 mm-re kerülnek beépítésre.
Kormányfelületek: Acélcsőből készülnek vászonborítással. Nagyon fontos a kormánymozgatások, kormányok és vezérfelületek (trimm) terveinek egyeztetése, különös tekintettel a kombinált magasságú kormány- és csűrfelület-kitérítésre.
(A WM–23 egyik érdekes megoldása volt, hogy a magassági kormány hatását a csűrőlapok kis méretű párhuzamos kitérítésével kötötték össze. A gépet meghúzva mindkét csűrő kissé lefelé mozdult el, gyorsításra megnyomva viszont a csűrők is felhúzódtak. Így a gép igen hamar begyorsult vagy gyorsabban fel lehetett húzni.)
Általános utasítások: A sürgősségre való tekintettel géppuska-, bomba- és rádiórendszerek az első példányba nem épülnek be, fontos, hogy az mielőbb repüljön. A gépgyártás munkaszáma: 18534, a rajzszámok 1-23 kezdőcsoportokkal a szokásos számozási rendszerben kerültek kiadásra.”

1940. október 1-jén a W. M. jelentette a H M-nek, hogy a WM–23 típusú repülőgép kifejlesztésével jelenleg a gyárnál 75 személy foglalkozik. Eredményes munkájuk feltétele párhuzamosan a kísérletek elvégzése.
1940. december végére a gép összeszerelve készen állt a W. M. Repülőgép- és Motorgyár udvarán és megtarthatták az első mechanikai és motorpróbákat.
Az ezüstszürkére alapozott igen szép vonalú és felületi simaságú gép ekkor kapta a dolgozóktól a nem hivatalos "Ezüstnyíl" nevet. Januárban megtörténtek az alapbeállítások és a Repülő Kísérleti Intézet által előírt négyszínű tereptarkára való festés, a piros-fehér-zöld ék alakú hadijellel. Ezután a gépet szétszerelték és előkészítették a Szombathelyre szállításra, mert ott a kettős nagy repülőtér alkalmasabb volt az első próbafelszállások elvégzésére.
1941. február 1-jén a szállítmány a teherautóra rakott 9,6 m-es szárnnyal és a vendégkerekeken vontatott törzzsel végigvonult a jeges Dunántúl országútjain, és február 2-án reggel megérkezett Szombathelyre.
A repülőgép berepülésének folyamatát Samu Béla főtervező naplója rögzítette, akivel a gyár részéről Pavláth Jenő tervezőmérnök és gróf Széchenyi Tasziló gyári berepülőpilóta utaztak Szombathelyre. A Repülő Kísérleti Intézet Boskovits Sándor repülő századost küldte megfigyelő szakértőnek a helyszínre.
Az első sikeres próbák után 1941. március 18-án a repülőgéppel átrepültek Csepelre. Ettől kezdve a kísérletek a W. M. Csepel repülőtéren folytatódtak tovább
A berepülés során a legtöbb gondot a különféle helyeken fellépő rezgések okozták. Különösen sok gond volt a csűrőlapok rezgésével. Ennek megoldását előbb az orrkúp majd a légcsavar átalakításában látták de a rezgés továbbra is megmaradt. Ezután a nem megfelelően kivezetett kipufogócsonkot okolták. Áttervezték a teljes kipufogórendszert, majd eszerint át is építették a prototípust. A rezgés kis sebességnél megszűnt, ám a repülőgép teljesítményének határán (530km/h körül) még mindig erőteljesen fellépett. Problémák voltak a futóművek behúzásával, a kormányerők nagyságával, a kormányok hatásosságával. Elégtelennek bizonyult még a modern hűtési megoldás is, ugyanis a nagy teljesítményű aggregát könnyen túlmelegedett, ezért átalakították a burkológyűrűt. Javítani kellett a fékrendszert is.
1942. április 21-én a gép Tököl fölött végzett teljes sebességű repülésénél a jobb csűrőkormány robbanásszerűen leszakadt. Boskovits Sándor százados, az RKI berepülőpilótája ejtőernyővel kiugrott, és szerencsésen földet ért.
A WM–23 repülőgép a tököli erdőbe csapódott és teljesen megsemmisült

A gyári berepülés tapasztalatai: (a berepülőpilóták összegzése szerint)
Pilótafülke:
- Kényelmes, nyitott tetővel is jól repül könnyen nyitható, csukható. A műszertábla és a kapcsolók jó elrendezésűek. A kilátás repülés és gurulás közben is jó. Ejtőernyővel való kiugrás akadálytalanul lehetséges.

Földön való gurulás:
- Stabil, oldalszélre nem érzékeny, oldal- és magassági kormányra nyugodt. Harántkormány a pálya egyenetlenségei szerint kileng. (harántkormány = csűrőkormány)

Start:
- Igen jól gyorsul fel. Elhúzásra nem hajlamos, gázadásra a magassági és oldalkormány azonnal hatásos. A harántkormány a talaj egyenetlenségeit ugyanúgy átveszi (felemelkedéskor megszűnik).

Starthossz:
- 250 m,

Startidő:
- nem mérték

Átstartolás:
- Igen könnyű, lebegési sebességét gázadás után azonnal eléri, fékszárny igen könnyen behúzható.

Emelkedési sebessége:
- 130 km/h, fékszárny nélkül, 1/3 fékszárnnyal 115 km/h.

Egyensúly és stabilitás:
- Mindhárom irányban csillapodó. Magassági kormányra jól trimmelhető. A motorfordulat változtatására az egyensúlyváltozás megfelelő. Balra a fordulót lefelé szűkíti, jobbra a fordulót felfelé szűkíti.

Lengések:
- Maximális sebességnél a gép rezgésre hajlamos.

Kilátás:
- Igen jó.

Csúsztatás:
- Jó, elfordulásra nem hajlamos, mind fékszárnnyal, mind e nélkül.

Lebegés:
- Teljesen kiengedett fékszárnnyal, rövid.

Földet érés:
- Stabil, beperdülésre egyáltalán nem hajlamos. Igen jól fékezhető.

Siklás:
- Siklószöge vadászgépnek megfelelő.

Átesés:
- Túlhúzva szárnybillenő hajlama nincs.

A baleset megpecsételte a WM-23 sorsát. A nagy sebességnél fellépő rezgést nemhogy kijavítani, de még csak diagnosztizálni se tudták, a háború miatt pedig a pénz és az idő is fogyott, így a projektet törölték, az erőforrásokat pedig a MÁVAG Héjákra és a licencbe gyártott, nagyobb teljesítményű Messerschmitt Me-109-re fordították.

## Műszaki adatok
- Személyzet: 1 fő
- Hossz: 9,12 m
- Fesztávolság: 9,6 m
- Szárnyfelület: 18,5 m²
- Magasság: 3,3 m
- Tömeg: 2200/2600 kg (üres állapot/maximális felszállótömeg)
- Motor: egy darab WM–K–14B 14 hengeres, léghűtéses, kétkoszorús csillagmotor, maximális teljesítménye 1030 LE
- Maximális sebesség:
- Fegyverzet: 2 db szinkronizált 12,7 mm-es nehéz géppuska a törzsben, 2 db 8 mm-es nagy tűzgyorsaságú géppuska a szárnyban, 20 kg bombateher
- Csúcsmagasság:
- Hatótávolság:

## Külső hivatkozások
- Képek a Műegyetemi Áramlástan Tanszék eredeti szélcsatorna-modelljének felújításáról Archiválva 2007. január 27-i dátummal a Wayback Machine-ben
- Weiss Manfred WM-23 "Ezüst Nyil"